# Ronde van Thailand
De Ronde van Thailand is een wielerwedstrijd in het Aziatische land Thailand voor mannen sinds 2006 en staat vanaf 2009 onder de noemer The Princess Maha Chakri Sirindhorn's Cup Tour of Thailand op de internationale wielerkalender. Vanaf 2012 prijkt de wedstrijd voor vrouwen als de The Princess Maha Chakri Sirindhorns Cup Women's Tour of Thailand op de kalender. Ze zijn vernoemd naar de op 2 april geboren Maha Chakri Sirindhorn, een dochter van koning Bhumibol.

## Mannen
De eerste editie van de zesdaagse etappewedstrijd vond plaats van 24-29 januari 2006, de daarop volgende van 16-21 december 2007 en die van 2008 van 1-6 september. Na in 2009 van 4-9 april te hebben gekoerst werden de edities van 2010-2024 telkens van 1-6 april verreden, behalve de edities van 2020 en 2021 tijdens de coronapandemie welke respectievelijk van 6-11 oktober en van 1-6 december op de aangepaste kalender werden verreden. De editie van 2025 vond van 24-29 maart plaats.
De Ronde van Thailand maakt deel uit van het Aziatische continentale circuit, de UCI Asia Tour, waarin ze een 2.2-status heeft. De Japanner Yasuharu Nakajima is de eerste die erin slaagde de wedstrijd tweemaal te winnen.
In 2024 won voor het eerst een Nederlander deze meerdaagse wedstrijd. Na zes etappes won Adne van Engelen het eindklassement.

### Overwinningen per land
| Overwinningen | Land                                                                                 |
| ------------- | ------------------------------------------------------------------------------------ |
| 4             | Australië                                                                            |
| 2             | Duitsland, Japan, Mongolië, Verenigde Staten                                         |
| 1             | China, Denemarken, Hongkong, Iran, Kazachstan, Nederland, Polen, Verenigd Koninkrijk |

## Vrouwen
De driedaagse etappewedstrijd vond gedurende 2012-2024 telkens plaats na die van de mannen van 8-10 april, behalve de edities van 2020 en 2021 tijdens de coronapandemie welke respectievelijk van 14-16 oktober en van 8-10 december op de aangepaste kalender werden verreden. De editie van 2025 werd van 31 maart-2 april verreden.
De Ronde van Thailand voor vrouwen had van 2012-2016 de status van een 2.2-wedstrijd, van 2017-2024 had het de status van een 2.1-wedstrijd. In 2025 kreeg het weer de status van een 2.2-wedstrijd. Meng Zhao Juan uit Hongkong en de Thaise Phetdarin Somrat slaagden erin om de koers tweemaal te winnen; haar landgenote Jutatip Maneephan heeft het record met vier eindzeges.

### Meervoudige winnaars
| Overwinningen | Renner            | Land     | Jaren                  |
| ------------- | ----------------- | -------- | ---------------------- |
| 4             | Jutatip Maneephan | Thailand | 2019, 2020, 2024, 2025 |
| 2             | Meng Zhao Juan    | Hongkong | 2014, 2015             |
| 2             | Phetdarin Somrat  | Thailand | 2017, 2022             |

### Overwinningen per land
| Overwinningen | Land                                    |
| ------------- | --------------------------------------- |
| 7             | Thailand                                |
| 3             | Hongkong                                |
| 1             | China, Oezbekistan, Vietnam, Zuid-Korea |

2005 · 
2006 · 
2007 · 
2008 · 
2009 · 
2010 · 
2011 · 
2012 · 
2013 · 
2014 ·
2015 ·
2016 ·
2017 ·
2018 ·
2019 ·
2020 ·
2021 ·
2022 ·
2023 · 
2024 · 
2025
Belangrijkste wedstrijden

Ronde van Hainan · Japan Cup · Ronde van Sharjah · Ronde van het Taihu-meer · Ronde van Fuzhou · Ronde van Dubai · Ronde van Qatar · Ronde van Oman · Ronde van Langkawi · Ronde van Taiwan · Ronde van Iran · Ronde van Japan · Ronde van Korea · Ronde van het Qinghaimeer · Ronde van China I · Ronde van China II · Ronde van Almaty